# Tomasz Kaczkowski
Tomasz Kaczkowski (ur. 1978 w Łodzi) – polski ilustrator, twórca komiksów, wokalista oraz tekściarz. Współzałożyciel oraz wokalista zespołu Wieże Fabryk.

## Życiorys
Ukończył studia w Akademii Sztuk Pięknych im. Władysława Strzemińskiego w Łodzi.
W 2000 wraz z Adamem Studzińskim odpowiedzialnym za gitarę, a także Krzysztofem Trzewikowskim za perkusję, założyli zespół coldwave Wieże Fabryk. Tomasz Kaczkowski został wokalistą grupy, a także autorem większości tekstów.
Wraz z Bartoszem Sztyborem (scenariusz) są autorami komiksowej serii dla dzieci Niezła draka, Drapak!, której pierwszy tom Puść to jeszcze raz ukazał się w 2015 nakładem wydawnictwa Egmont. Album powstał jako rozwinięcie krótkiej historii nagrodzonej w 2014 w drugiej edycji „Konkursu im. Janusza Christy na komiks dla dzieci”. Jest również kolorystą dziecięcej serii komiksów Detektyw Miś Zbyś na tropie, do której scenariusz pisze Maciej Jasiński, a rysunki tworzy Piotr Nowacki.
Wraz z Henrykiem Glazą współpracują w ramach komiksowego kolektywu Doom Pipe. Jego komiksy ukazały się również m.in. w takich zinach jak: „Mydło”, „Warchlaki”, „Brudno”.